# Дудаев, Джовкар Рустамович
Джовка́р Руста́мович Дуда́ев (фр. Djovkar Roustamovitc Doudaev; род. 10 ноября 2003 года) — бельгийский и российский футболист, защитник клуба «РВДМ47».

## Карьера
Джовкар начинал свой футбольный путь в «Локерене». Два последних сезона юношеской карьеры он провёл в «Дейнзе» и «РВДМ47» соответственно. Летом 2022 года «РВДМ47» отдал молодого защитника в аренду клубу «Пепинген-Халле» из четвёртого бельгийского дивизиона. Там состоялся его дебют во взрослом футболе: 3 сентября игрок целиком отыграл встречу с «Сити Пайретс». 26 ноября он забил впервые в карьере, поразив ворота «Дигем Спорт». Всего в своём первом сезоне Джовкар отыграл 23 встречи, отметившись 1 забитым мячом.
Вернувшись из аренды накануне сезона 2023/24, Джовкар начал привлекаться к тренировкам и матчам «РВДМ47». Он дебютировал за этот клуб 1 ноября 2023 года, выйдя на замену в концовке игры с «Олимпик Шарлеруа» в рамках Кубка Бельгии. 2 декабря защитник заменил Джонатана Хериса на 87-й минуте матча Юпилер-лиги против «Шарлеруа», тем самым открыв счёт своим выступлениям на высшем уровне бельгийского футбола. Джовкар появлялся на поле в 5 встречах бельгийского первенства подряд, также он принял участие в 1 игре плей-офф за сохранение места в классе сильнейших. По итогам сезона «РВДМ47» опустился в Про-лигу, и защитник продолжил выступления за клуб на этом уровне. Зимой 2025 года Джовкар привлёк внимание своей игрой московского «Локомотива» и коллектива из Греции, однако отказался от трансфера. Он провёл 21 матч второй бельгийской лиги, а также появился на поле в 2 встречах плей-офф за повышение в классе.